# Cynara cardunculus
Il cardo (Cynara cardunculus L., 1753) è una specie di pianta angiosperma dicotiledone appartenente alla famiglia delle Asteraceae.

## Etimologia
Il primo naturalista, in tempi moderni, a usare il vocabolo "Cynara" è stato Sébastien Vaillant (1669 - 1722). In realtà la parola esisteva già nell'antichità classica (presso i greci e i romani) nella forma "Kynara" per indicare diverse piante spinose (tipo cardi selvatici non meglio identificati). L'epiteto specifico (cardunculus) significa "simile a un piccolo cardo".
Il nome scientifico della specie è stato definito da Carl von Linné (1707 – 1778), conosciuto anche come Linneo, biologo e scrittore svedese considerato il padre della moderna classificazione scientifica degli organismi viventi, nella pubblicazione "Species Plantarum - 2: 827" del 1753.

## Descrizione

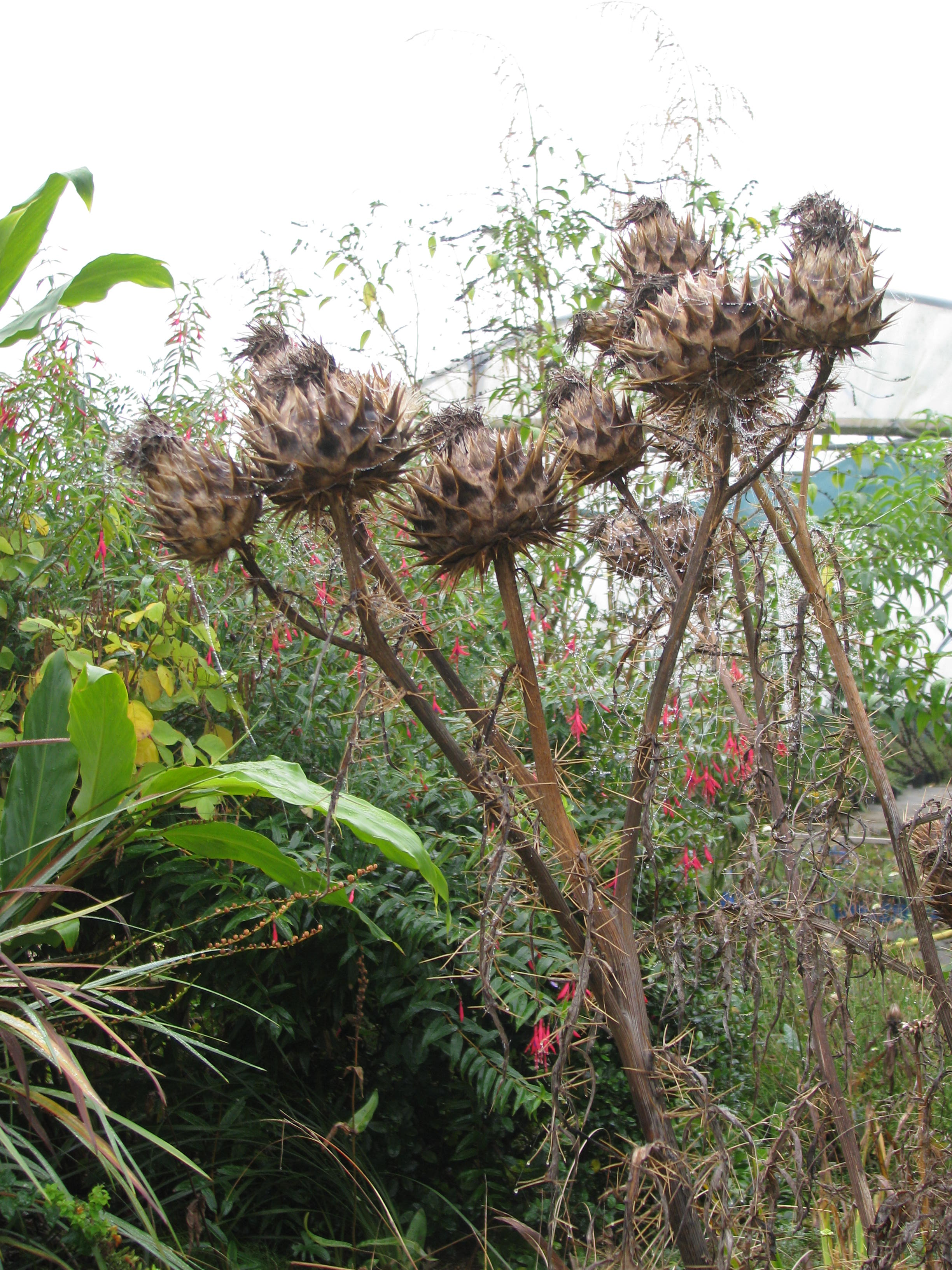
Il portamento

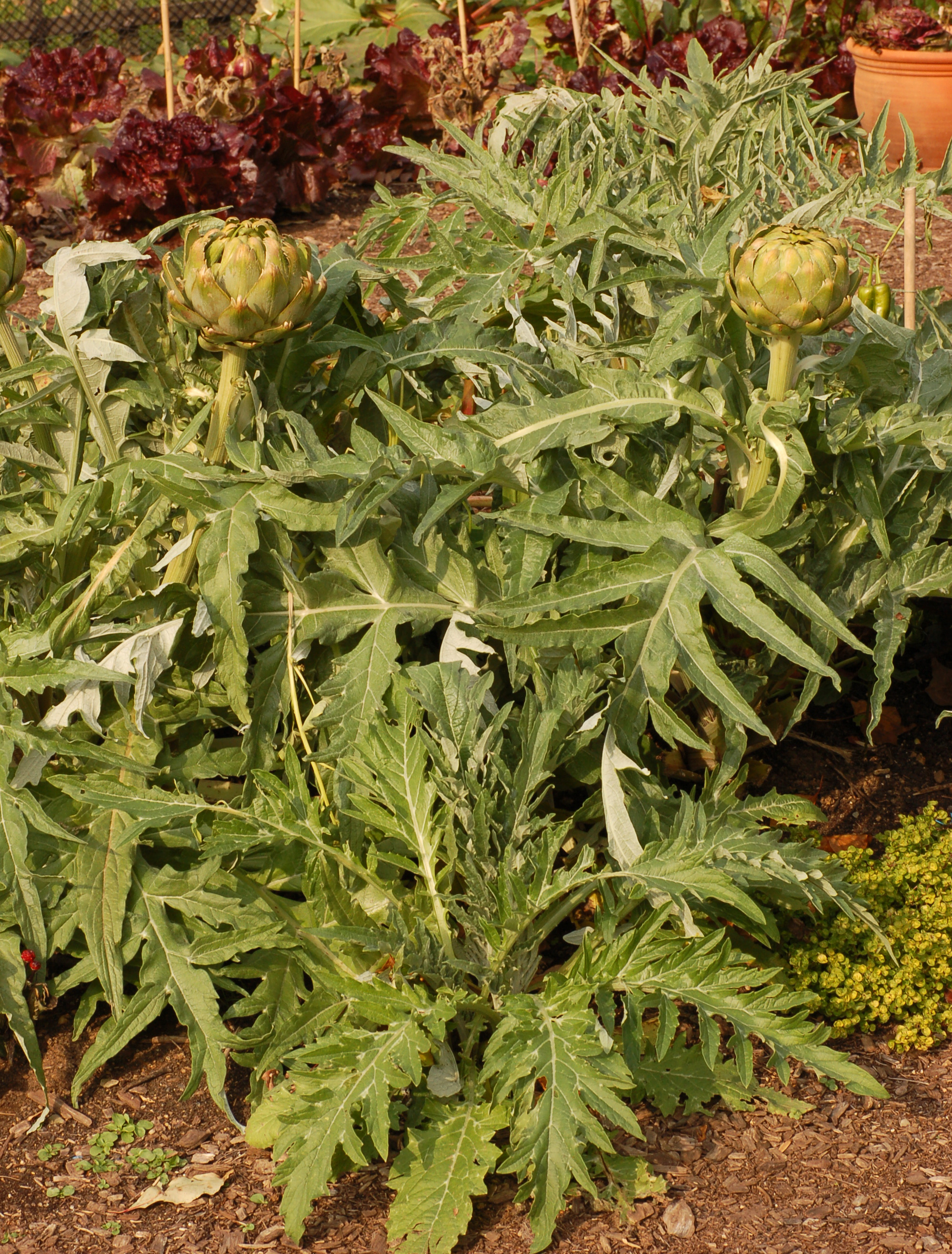
Le foglie

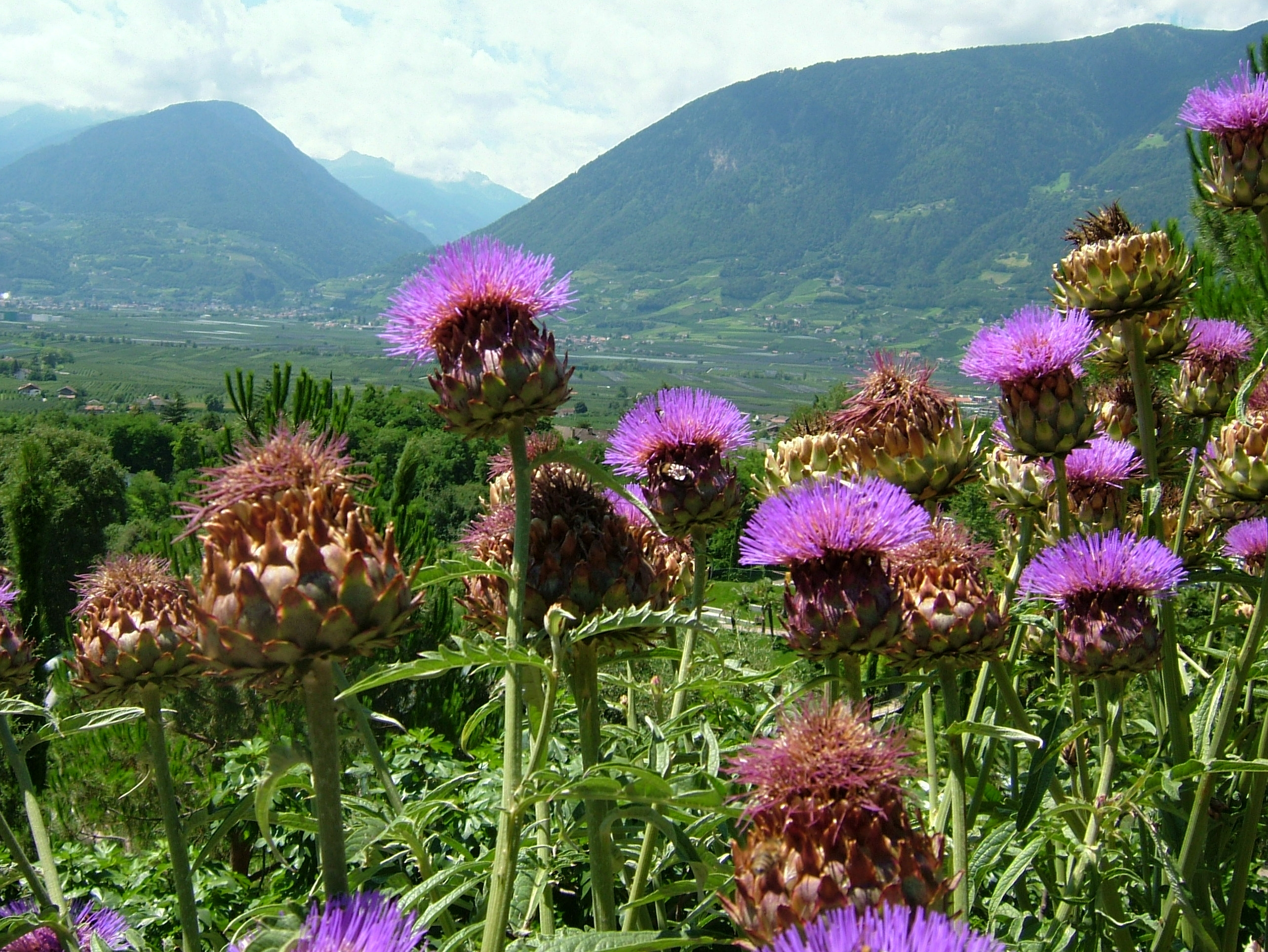
Infiorescenza

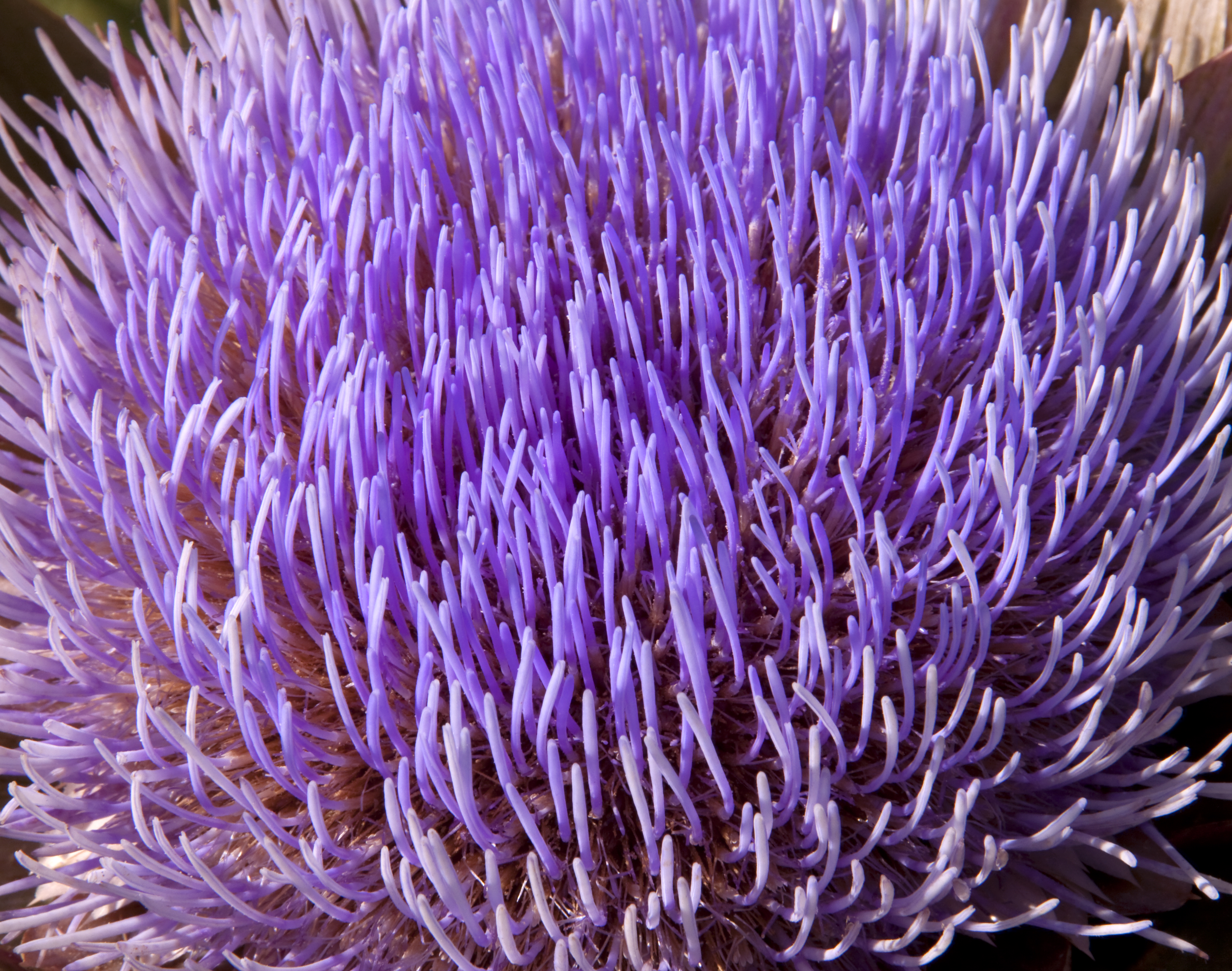
I fiori

È una robusta specie emicriptofita ("H scap"), cioè una pianta erbacea perenne che affida la propria sopravvivenza, oltre che agli acheni, a specifiche gemme poste a livello della superficie del terreno, portate sulla frazione basale del fusto e sui rizomi. L'asse fiorale è eretto, ramificato all'epoca della fioritura, robusto, striato in senso longitudinale e fornito di foglie. Le altezze variano tra 20 e 250 cm.
In genere sono presenti sia foglie basali che cauline; sono picciolate quelle basali e cauline prossimali, mentre sono sessili quelle cauline distali. Le foglie lungo il caule normalmente sono a disposizione alternata. La forma della lamina è pennatosetta (1 - 3 lobi profondamente incisi), molto spinosa. Quelle cauline sono progressivamente minori e meno divise. In genere le facce abassiali si presentano da pelose a densamente grigio-tomentose, quelle adassiali possono essere glabre o semplicemente tomentose; raramente la superficie è ghiandolosa. Le stipole sono assenti.
Le infiorescenze sono composte da larghi e globosi (o piriformi) capolini terminali (l'infiorescenza a capolino è detta anche calatide). I capolini, discoidi e omogamo, sono formati da un involucro a forma da emisferica a ovoide (a volte ristretto distalmente), composto da brattee (o squame) all'interno delle quali un ricettacolo fa da base ai fiori (in genere tubulosi). Le brattee disposte in 5 - 8 serie in modo embricato e scalato sono intere ma disuguali: quelle esterne hanno delle forme da lanceolate a largamente ovate a consistenza coriacea, margini interi e appendici apicali allargate (da acute a largamente ottuse o troncate); quelle interne sono scariose; normalmente sono spinose all'apice. Il ricettacolo, da concavo a piatto o convesso, carnoso, è privo di pagliette (è nudo) ma densamente setoso (peli lungamente ispidi) quasi spugnoso. Diametro dell'involucro: 4 – 15 cm.
I fiori sono tetra-ciclici (ossia sono presenti 4 verticilli: calice – corolla – androceo – gineceo) e pentameri (ogni verticillo ha 5 elementi). I fiori, molti, in genere sono tubulosi (actinomorfi), ermafroditi (bisessuali) e fertili.
- Formula fiorale:

*/x K {\displaystyle \infty }, [C (5), A (5)], G 2 (infero), achenio
- Calice: i sepali del calice sono ridotti ad una coroncina di squame.
- Corolla: il tubo della corolla (cilindrico e molto sottile) alla gola si espande bruscamente verso i 5 lobi lineari. A completa maturità i fiori raggiungono anche gli 8 mm, presentano colore violetto-azzurro di varia tonalità, ma possono anche essere riscontrati mutanti di colore bianco.
- Androceo: gli stami sono 5 con filamenti liberi, papillosi e distinti, mentre le antere sono saldate in un manicotto (o tubo) circondante lo stilo. Le antere in genere hanno una forma sagittata con base caudata (appendici apicali lunghe e frangiate). Il polline normalmente è tricolporato a forma sferica o schiacciata ai poli.
- Gineceo: lo stilo è filiforme con due stigmi divergenti. Gli stigmi sono lunghi, cilindrici e minutamente papillosi. Il nettario, normalmente posto alla base dello stilo, è assente. L'ovario è infero uniloculare formato da 2 carpelli. L'ovulo è unico e anatropo.
- Fioritura: da giugno ad agosto.

I frutti sono degli acheni con pappo. La forma dell'achenio è da più o meno cilindrica a obpiramidale e debolmente angolosa (4 angoli) con superficie glabra ma finemente nervata e di colore grigiastro scuro e screziato. Il pericarpo può essere di tipo parenchimatico, altrimenti è indurito (lignificato) radialmente.  Il carpoforo (o carpopodium - il ricettacolo alla base del gineceo) è assente. I pappi, formati da 3 - 7 serie di lunghe setole (quasi peli), piumose e connate basalmente in un anello, decidue o persistenti, sono direttamente inseriti nel pericarpo o connati in un anello parenchimatico posto sulla parte apicale dell'achenio. Il peso dei mille acheni può oscillare tra i 15 e i 70 g.

## Biologia
- Impollinazione: l'impollinazione avviene tramite insetti (impollinazione entomogama tramite farfalle diurne e notturne).
- Riproduzione: la fecondazione avviene fondamentalmente tramite l'impollinazione dei fiori (vedi sopra).
- Dispersione: i semi cadendo a terra sono successivamente dispersi soprattutto da insetti tipo formiche (disseminazione mirmecoria). In questo tipo di piante avviene anche un altro tipo di dispersione: zoocoria. Infatti gli uncini delle brattee dell'involucro si agganciano ai peli degli animali di passaggio disperdendo così anche su lunghe distanze i semi della pianta.

## Distribuzione e habitat

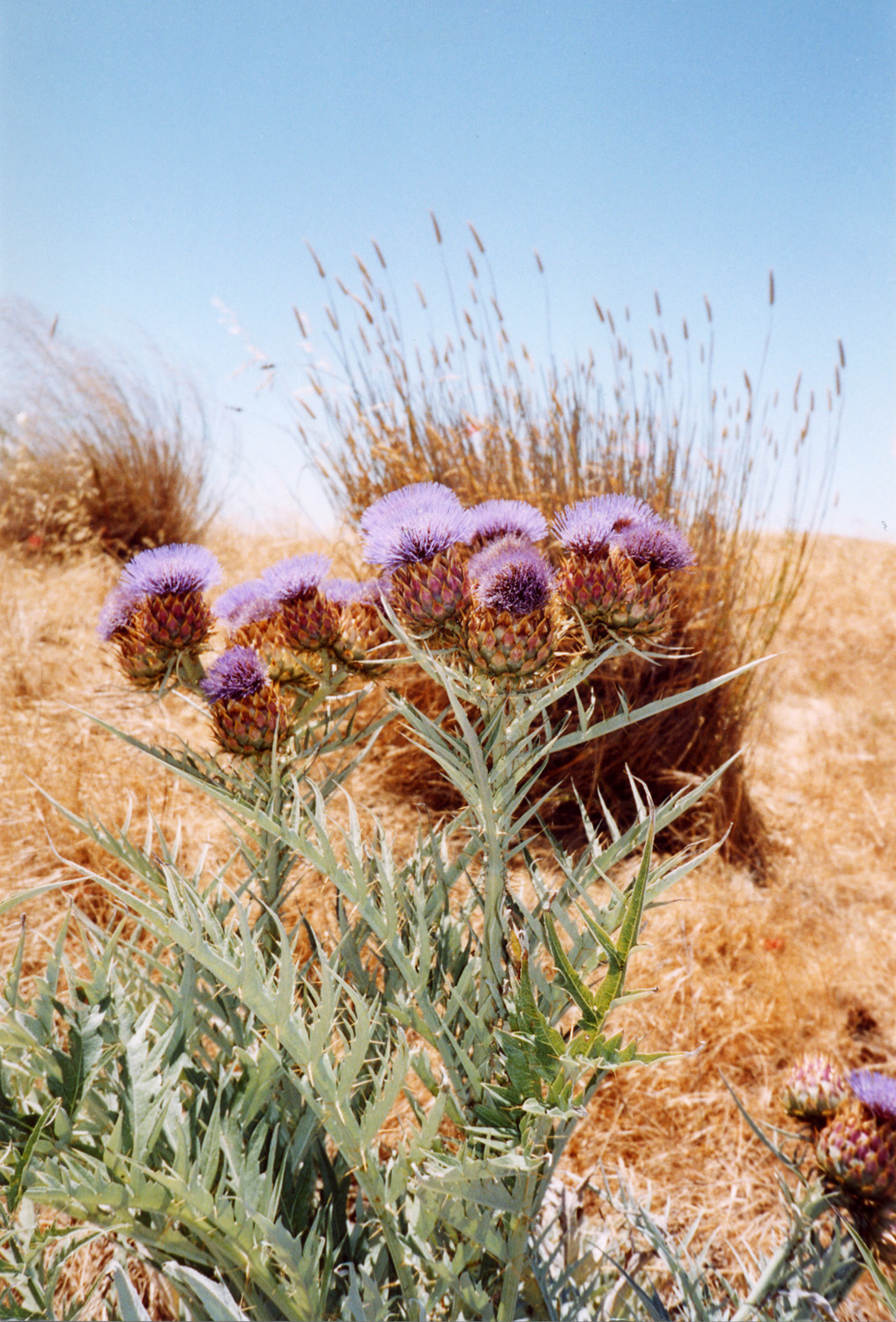
Fioritura del C.cardunculus

- Geoelemento: il tipo corologico (area di origine) è "Steno-Mediterraneo".
- Distribuzione: in Italia allo stato naturale è una pianta comune e si trova al Centro e al Sud (isole comprese). Fuori dall'Italia è presente nel Mediterraneo Occidentale (compreso il Nord-Africa).[2]
- Habitat:  l'habitat preferito per queste piante sono i prati, gli incolti e gli orti. C. cardunculus presenta una spiccata adattabilità all'ambiente mediterraneo, la quale si concretizza fondamentalmente in una stagione di crescita, che coincide con il periodo in cui si hanno i maggiori apporti idrici naturali e con l'accumulo nelle radici di sostanze di riserva, in grado di sostenere la riattivazione vegetativa dopo la quiescenza estiva.
- Distribuzione altitudinale: sui rilievi, in Italia, queste piante si possono trovare fino a 1.200 m s.l.m..

### Fitosociologia
Per l'areale completo italiano Cynara cardunculus appartiene alla seguente comunità vegetale:
Macrotipologia: vegetazione erbacea sinantropica, ruderale e megaforbieti
Classe: Artemisietea vulgaris Lohmeyer, Preising & Tüxen ex Von Rochow, 1951
Ordine: Carthametalia lanati Brullo in Brullo & Marcenò, 1985
Alleanza: Onopordion illyrici Oberdorfer, 1954
Descrizione. L'alleanza Onopordion illyrici è relativa alle comunità nitrofile di emicriptofite spinose, di grossa taglia dei piani bioclimatici temperati mediterranei. Questa alleanza colonizza gli incolti, i margini stradali e le zone di sosta degli animali di allevamento. La distribuzione è relativa ai territori tirrenici e del Mediterraneo orientale. Si trova in Italia centrale, meridionale e nelle Isole.
Specie presenti nell'associazione: Carduncellus coeruleus, Carduus macrophalus, Carthamus lanatus, Centaurea calcitrapa, Cirsium echinatus, Daucus maximus, Echinops strigosus, Eryngium campestre, Phlomis herba-venti, Nicotiana glauca, Notobasis syriaca, Scolymus hispanicus, Tirimnus leucographus, Atractylis gummifera, Cynara cardunculus, Onopordum illyricum e Scolymus grandiflorus.

## Tassonomia

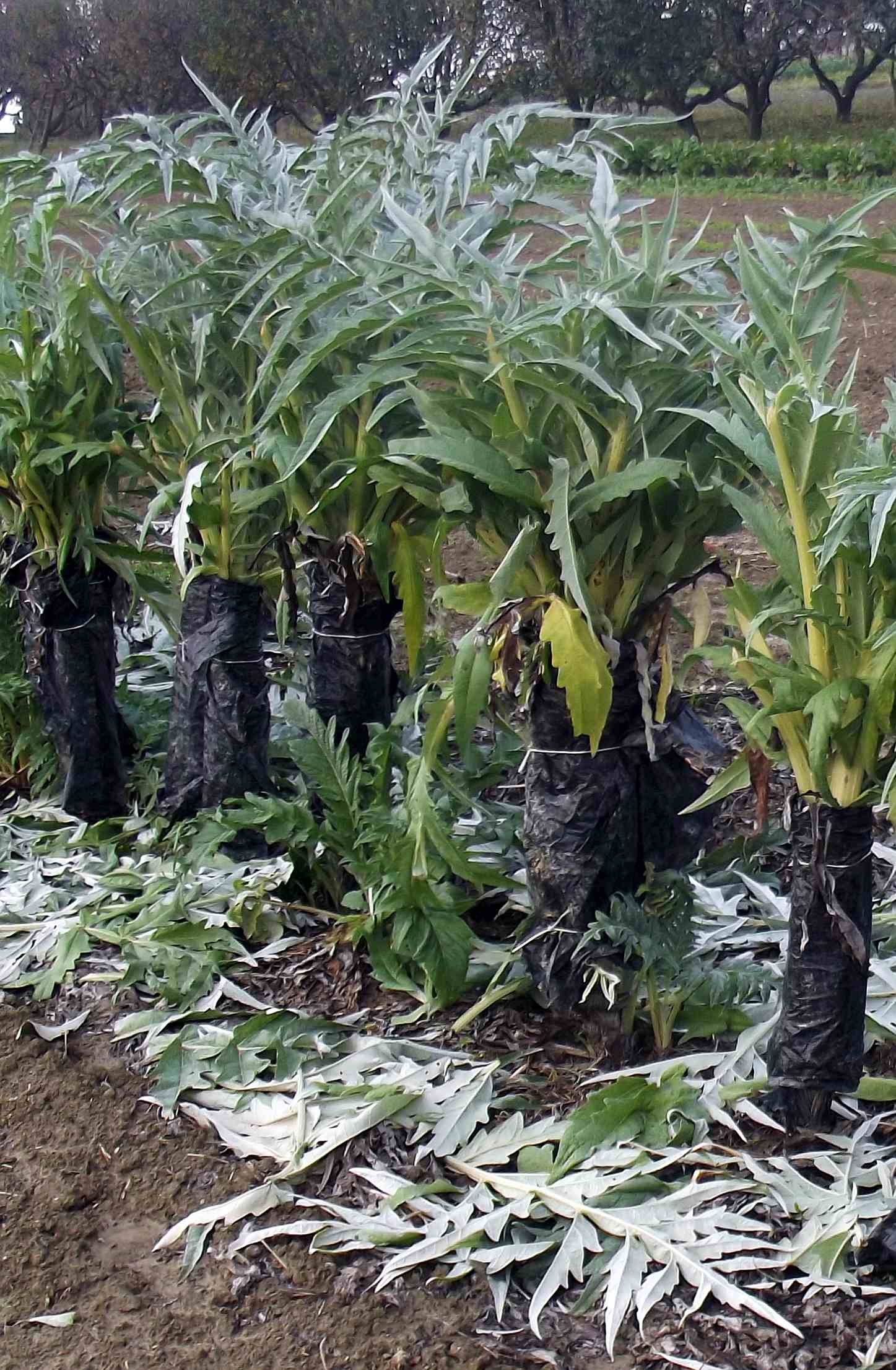
Cardo coltivato durante l'imbianchimento.

La famiglia di appartenenza di questa voce (Asteraceae o Compositae, nomen conservandum) probabilmente originaria del Sud America, è la più numerosa del mondo vegetale, comprende oltre 23.000 specie distribuite su 1.535 generi, oppure 22.750 specie e 1.530 generi secondo altre fonti (una delle checklist più aggiornata elenca fino a 1.679 generi). La famiglia attualmente (2021) è divisa in 16 sottofamiglie. Cardueae è una delle 4 tribù della sottofamiglia Carduoideae. La tribù Cardueae a sua volta è suddivisa in 12 sottotribù (la sottotribù Carduinae è una di queste).
Il genere Cynara elenca 10 specie con una distribuzione mediterranea, una delle quali (quella di questa voce) è presente spontaneamente sul territorio italiano.

### Filogenesi

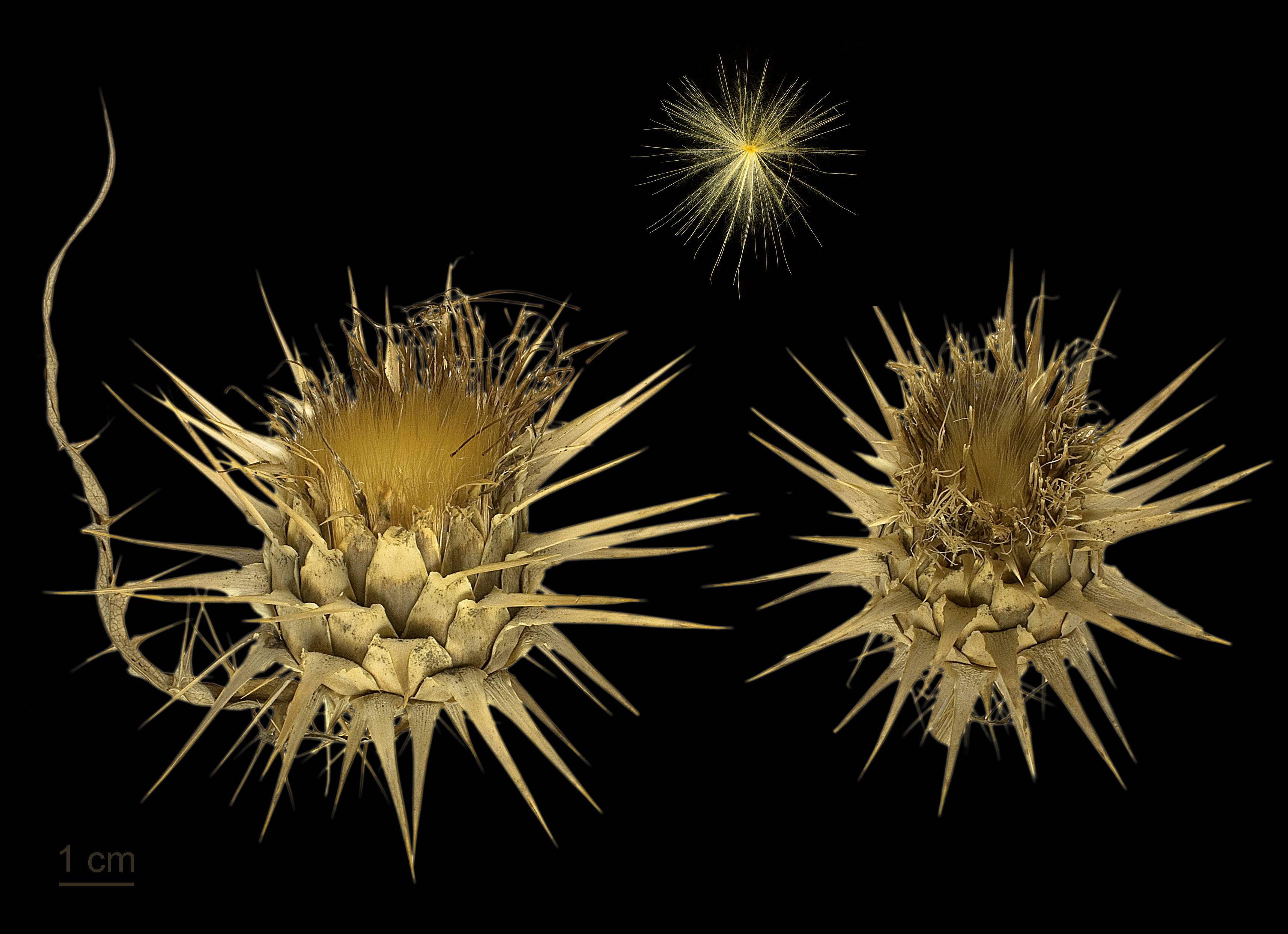
Cynara cardunculus

Il genere di questa pianta è inserito nel gruppo tassonomico della sottotribù Carduinae. In precedenza provvisoriamente era inserito nel gruppo tassonomico informale "Cynara Group". La posizione filogenetica di questo genere nell'ambito della sottotribù, tra i generi Ptilostemon Cass. e Galactites Moench, è abbastanza centrale.
Il numero cromosomico di base delle specie di questo gruppo è: 2n = 34.

### Sottospecie e varietà
Per questa specie sono indicate le seguenti sottospecie:

#### Sottospeciecardunculus
- Nome scientifico: Cynara cardunculus subsp. cardunculus.
- Descrizione: è la stirpe principale con piante alte 2 - 5 dm; le foglie sono 1-2-pennatosette con segmenti spinosi; il diametro del capolino è di 4 – 5 cm; le brattee involucrali sono spinose e sono lunghe 6 – 9 mm (la porzione apicale cuneata è lunga 22 – 38 mm).
- Fioritura: da giugno ad agosto.
- Distribuzione: si trova comunemente in Italia Centrale e Meridionale fino ad una altitudine di 1.100 m s.l.m..
- Geoelemento: il tipo corologico (area di origine) è Centro e Sud Est Steno-Mediterraneo.

#### Sottospeciezingaroensis
- Nome scientifico: Cynara cardunculus subsp. zingaroensis (Raimondo & Domina) Raimondo & Domina, 2010
- Descrizione: i capolino hanno una forma subcilindrica con diametro di 3 – 6 cm; il colore della corolla è roseo-lillacino.
- Distribuzione: si trovano nella Sicilia nord-occidentale.

#### Sottospeciescolymus
- Nome scientifico: Cynara cardunculus subsp. scolymus (L.) Hayek
- Descrizione: è una pianta più grande; le foglie sono lunghe fino a 1 metro con portamento arcuato-patente; il contorno è 1-2-pennatosette o più o meno intere con spine violette; il diametro del capolino è di 8 – 15 cm; le brattee involucrali sono carnose e prive di spine;
- Fioritura: da giugno ad agosto.
- Distribuzione: si trova comunemente in Italia Centrale e Meridionale fino ad una altitudine di 1.100 m s.l.m..
- Geoelemento: il tipo corologico (area di origine) è Steno-Mediterraneo.

#### Sottospecieflavescens
- Nome scientifico: Cynara cardunculus subsp. flavescens Wiklung, 1992
- Descrizione: è simile alla subsp. cardunculus ma le brattee hanno spine più lunghe (2 – 5 mm) e terminano con un bordo giallo (la porzione apicale cuneata è più breve: 4 – 21 mm).
- Fioritura: da maggio a luglio.
- Distribuzione: si trova nel Mediterraneo Occidentale e raramente in Sicilia fino ad una altitudine di 480 - 500 m s.l.m..
- Geoelemento: il tipo corologico (area di origine) è Ovest Mediterraneo / Atlantico.

#### Altre sottospecie
Inoltre in questa specie sono stati identificati, con l'ausilio di marcatori molecolari (AFLP, microsatelliti e transposon display), due differenti taxa non ancora riconosciuti come validi da altre checklist (vedi in bibliografia):
- C. cardunculus var. sylvestris Lam. (cardo selvatico) abbondantemente diffusa allo stato spontaneo nel bacino occidentale del mediterraneo.
- C. cardunculus var. altilis DC. (cardo coltivato).

### Sinonimi
Sono elencati alcuni sinonimi per questa entità:
- Carduus cardunculus (L.) Baill.
- Carduus cynara  E.H.L.Krause
- Carduus cynaroides  Lam.
- Carduus scolymus  (L.) Baill.
- Chamaepeuce cynaroides  (Lam.) DC.
- Cynara carduncellus  Willd. ex Steud.
- Cynara cardunculus var. altilis  DC.
- Cynara cardunculus var. ferocissima  Lowe
- Cynara cardunculus var. sativa  Moris
- Cynara cardunculus var. scolymus  (L.) Benth.
- Cynara cardunculus subsp. scolymus  (L.) Hegi
- Cynara cardunculus var. sylvestris  (Lam.) Brot.
- Cynara communis  Lam.
- Cynara corsica  Viv.
- Cynara esculenta  Salisb.
- Cynara ferox  Ten. ex Steud.
- Cynara horrida  Aiton
- Cynara hortensis  Mill.
- Cynara humilis  Viv.
- Cynara pygmaea  Willd.
- Cynara scolymus  L.
- Cynara spinosissima  J.Presl & C.Presl
- Cynara sylvestris  Lam.
- Cynaropsis gomerensis  Kuntze

## Usi
È una specie ampiamente conosciuta in tutto il bacino del mediterraneo per l'impiego a fini alimentari dell'infiorescenza a capolino (carciofo) e per le sue proprietà farmaceutiche, oltre che per l'estrazione di un agente coagulante il latte per la preparazione di formaggi ovini (noto nella Toscana contadina con il nome dialettale di "presura", ma da non confondersi con il caglio ovino).
Recentemente è aumentato l'interesse per questa specie come fonte di sostanze con proprietà terapeutiche. Esse derivano principalmente dal metabolismo dei fenilpropanoidi e dei flavonoidi, quali: acido clorogenico, acidi di-caffeoilchinici (p.es.: cinarina), acido caffeico e luteolina. 
L'azione farmacologica principale della cinarina riguarda le sue potenzialità nel:
- limitare la biosintesi di colesterolo;
- inibire l'HIV-integrasi.

La cinarina è una molecola peculiare della specie Cynara cardunculus L. ed è attualmente in commercio sotto forma di estratti fogliari grezzi, non standardizzati.

## Raccolta meccanizzata
Recentemente il cardo trova impiego anche nella filiera energetica. Infatti i semi possono essere utilizzati per la produzione di biodiesel, mentre la biomassa residuale per la produzione di energia termica. Essendo questa una pianta coltivabile in terreni poco fertili e siccitosi, rappresenta un'opportunità di sviluppo anche in ambienti più ostili. Inoltre essendo una coltura poliennale, il cardo permette di ammortizzare la spesa per la preparazione del letto di semina in più anni. 
Nell'ambito del progetto Biocard il CRA-ING ha sviluppato un prototipo
di testata per mietitrebbiatrice per effettuare in un'unica passata la raccolta del seme e la messa in andana della biomassa lignocellulosica che sarà successivamente raccolta e imballata. Il progetto Global process to improve Cynara cardunculus exploitation for energy productions- Biocard è stato promosso nell'ambito del 6° Programma quadro dell'Unione Europea e ha visto la partecipazione di Istituti di ricerca quali l'Università di Madrid, di Bologna e di Dublino, il CRA-ING (gruppo Panacea), Icp-Csic, Gaiker, Circe, Dtu, Vtt e utilizzatori finali quali Endesa per l'impiego della biomassa lignocellulosica in co-combustione in centrale termoelettrica, e Man B&W per l'utilizzo del biodiesel in motori endotermici.
Il prototipo di raccolta sviluppato dal Cra-Ing unisce i dispositivi di una testata da mais a sei file, nella parte superiore, e quelli di una classica testata da frumento nella parte inferiore. La testata da mais provvede al distacco dei capolini da inviare all'apparato trebbiante della mietitrebbiatrice, la testata da grano opera lo sfalcio, il condizionamento e l'andanatura della biomassa epigea tra le ruote della mietitrebbiatrice. I residui della trebbiatura dei capolini sono a loro volta rilasciati sull'andana, mentre i semi vengono raccolti dalla mietitrebbiatrice.